# Oxeoschistus duplex
Oxeoschistus duplex är en fjärilsart som beskrevs av Frederick DuCane Godman 1905. Oxeoschistus duplex ingår i släktet Oxeoschistus och familjen praktfjärilar. Inga underarter finns listade i Catalogue of Life.